# Пузым (деревня)
Пузым — деревня в Кочёвском районе Пермского края. Входит в состав Большекочинского сельского поселения. Располагается восточнее районного центра, села Кочёво, на берегу реки Пузым. Расстояние до районного центра составляет 29 км. По данным Всероссийской переписи населения 2010 года, в деревне проживало 4 человека (3 мужчины и 1 женщина).

## История
По данным на 1 июля 1963 года, в деревне проживало 185 человек. Населённый пункт входил в состав Большекочинского сельсовета.